# Banovići Selo
Banovići Selo je naselje v občini Banovići, Bosna in Hercegovina. 

## Deli naselja
Banovići Selo, Brdo, Brezje, Jukići, Kasumovići, Kurtići, Lapandići, Nurkovići, Odžak, Ramići, Ravne in Tabakovići.

## Prebivalstvo
| Pregled števila prebivalcev po letih | Pregled števila prebivalcev po letih | Pregled števila prebivalcev po letih | Pregled števila prebivalcev po letih | Pregled števila prebivalcev po letih | Pregled števila prebivalcev po letih |
| ------------------------------------ | ------------------------------------ | ------------------------------------ | ------------------------------------ | ------------------------------------ | ------------------------------------ |
| 1948                                 | 1953                                 | 1961                                 | 1971                                 | 1981                                 | 1991                                 |
| -                                    | -                                    | -                                    | 1.936                                | 2.267                                | 2.354                                |

| Narodna sestava prebivalstva po letih                                                                                            | Narodna sestava prebivalstva po letih                                                                                            | Narodna sestava prebivalstva po letih                                                                                            |
| --- | --- | --- |
| 1971 | 1981 | 1991 |
| . skupaj: 1.936 Muslimani 1.897 (97,98 %) Srbi 26 (1,34 %) Hrvati 0 (0,00 %) Jugoslovani 3 (0,15 %) drugi in neznano 10 (0,51 %) | . skupaj: 2.267 Muslimani 2.142 (94,48 %) Srbi 21 (0,92 %) Hrvati 1 (0,04 %) Jugoslovani 97 (4,27 %) drugi in neznano 6 (0,26 %) | . skupaj: 2.354 Muslimani 2.311 (98,17 %) Srbi 8 (0,33 %) Hrvati 3 (0,12 %) Jugoslovani 21 (0,89 %) drugi in neznano 11 (0,46 %) |